# Municipio de Powhatan
El municipio de Powhatan (en inglés: Powhatan Township) es un municipio ubicado en el condado de Pocahontas en el estado estadounidense de Iowa. En el año 2010 tenía una población de 191 habitantes y una densidad poblacional de 2,01 personas por km².

## Geografía
El municipio de Powhatan se encuentra ubicado en las coordenadas 42°51′53″N 94°37′11″O / 42.86472, -94.61972. Según la Oficina del Censo de los Estados Unidos, el municipio tiene una superficie total de 94.91 km², de la cual 94,91 km² corresponden a tierra firme y (0 %) 0 km² es agua.

## Demografía
Según el censo de 2010, había 191 personas residiendo en el municipio de Powhatan. La densidad de población era de 2,01 hab./km². De los 191 habitantes, el municipio de Powhatan estaba compuesto por el 99,48 % blancos y el 0,52 % eran de una mezcla de razas. Del total de la población el 0 % eran hispanos o latinos de cualquier raza.